# Henry Ferrers (Ritter)
Sir Henry Ferrers of Hambleton (* 1440; † 28. Dezember 1499) war ein englischer Ritter und Politiker.

## Leben
Er war der jüngere Sohn von Thomas Ferrers of Tamworth und war Gutsherr von Hambleton in Rutland. Aus dem Recht seiner Gattin Margaret Heckstall erwarb er auch das Gut East Peckham in Kent und wurde Keeper des Gutes Cheylesmore in Warwickshire.
Während der Rosenkriege kämpfte Henry Ferrers 1471 in der Schlacht von Barnet und der Schlacht von Tewkesbury für das Haus York. Nach letzterer Schlacht  schlug ihn Eduard IV. zum Knight Bachelor.
Sir Henry erlangte in den 1470er Jahren Einfluss und Bedeutung und diente im Haushalt des Königs Eduard IV. und als Ritter in der königlichen Leibgarde. Er war 1471 High Sheriff of Kent, und war von 1472 bis 1475 als Knight of the Shire für Kent Mitglied des House of Commons. 
Als Ritter des Haushalts von König Eduard IV. nahm Sir Henry im April 1483 auch am Begräbnis seines Monarchen teil und wurde im selben Jahr unter Richard III. erneut High Sheriff of Kent.
Im darauffolgenden Jahr diente Sir Henry in Kent als Justice of Array und kämpfte 1485 für Richard III. in der Schlacht von Bosworth. Unter dem siegreichen Heinrich VII. wurde Sir Henry 1485 und 1487 erneut High Sheriff of Kent und von 1490 bis 1498 Friedensrichter. Er starb am 28. Dezember 1499.

## Ehe und Nachkommen
Sir Henry war mit Margaret Heckstall (1442–1486), Witwe des William Whetenhall, Tochter des William Heckstall, Gutsherr von Heckstall in Leicestershire, verheiratet. Das Paar hatte vier Söhne und fünf Töchter, darunter:
- Sir Edward Ferrers (vor 1468–1535), Gutsherr von Baddesley Clinton in Warwickshire, Sheriff of Warwickshire, ⚭ Constance Brome;[3][13][12]
- Richard Ferrers;[3][12]
- Margaret Ferrers;[3]
- Elizabeth Ferrers ⚭ James Clarke, of Fordhall.[12]